# Trung tâm tài chính Warszawa

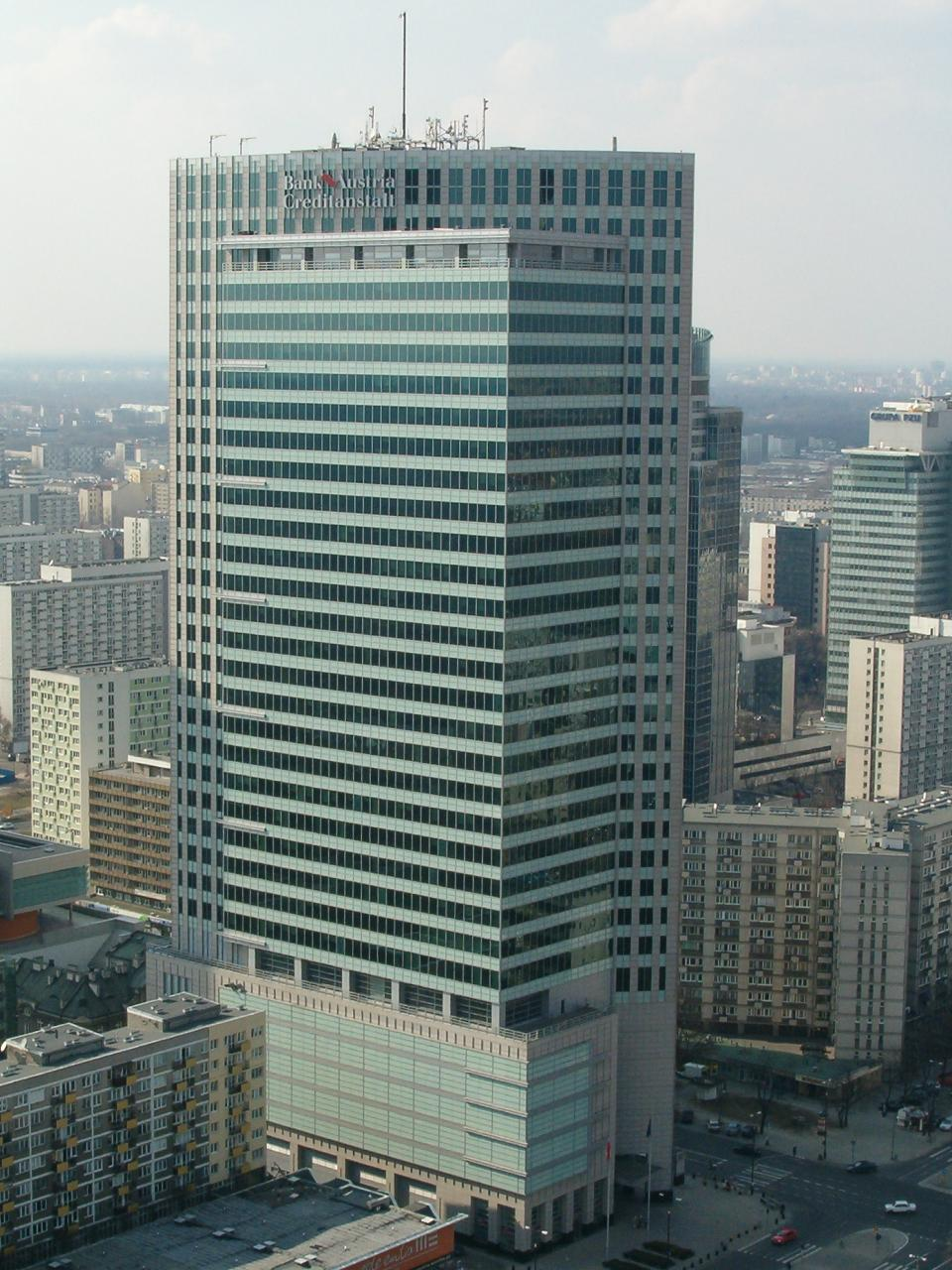
Trung tâm tài chính Warsaw

Trung tâm tài chính Warsaw là một tòa nhà chọc trời ở Warsaw với chiều cao 165 mét (541 ft) trên đỉnh với cột ăng ten dài gần 20 mét (66 ft).
Tòa nhà được xây dựng để tuân thủ tất cả các quy tắc xây dựng hiện hành của Hoa Kỳ, bao gồm một máy phát khẩn cấp cung cấp năng lượng cho tất cả các Hệ thống An toàn Cuộc sống bao gồm hệ thống báo cháy, hệ thống hỗ trợ hỏa hoạn, máy bơm chữa cháy, thang máy và đèn chiếu sáng khẩn cấp, và bể chứa nước riêng (với dung tích khoảng 600.000 lít (160.000 gal Mỹ)) để sản xuất nước uống an toàn. Trung tâm tài chính Warsaw được thiết kế bởi các công ty kiến trúc nổi tiếng của Hoa Kỳ, A. Epstein & Sons International và Kohn Pedersen Fox Associates, hợp tác với các kiến trúc sư Ba Lan, người được truyền cảm hứng từ tòa nhà 333 Wacker Drive ở Chicago.
Tòa nhà có một bãi đậu xe sáu tầng cho khoảng 350 xe hơi. Tầng trệt có một chi nhánh Ngân hàng Pekao và một quán cà phê Starbucks. Có những tầng dành riêng cho không gian văn phòng có máy lạnh và được trang bị kết nối vệ tinh và internet. Tòa nhà kết hợp 16 thang máy và hoàn toàn có thể truy cập được.
Tổng không gian cho thuê trong Trung tâm tài chính Warsaw lên tới 50.000 mét vuông. Mỗi tầng cung cấp 1.900 mkw. Không gian văn phòng hạng A +, cao 2,75 m.
Trung tâm tài chính Warsaw được thiết kế bởi xưởng thiết kế nhà chọc trời của A. Epstein & Sons International và Kohn Pedersen Fox Associates, hợp tác với các kiến trúc sư Ba Lan. Nhà thầu chính của tòa tháp là PORR International AG, công ty này cũng đã xây dựng Warsaw Sheraton và tòa nhà giao dịch chứng khoán.
Quá trình xây dựng kéo dài từ 1997 đến 1998.
Vào cuối năm 2012, Trung tâm tài chính Warsaw thuộc sở hữu của một tập đoàn được thành lập bởi Allianz Real Real và Curzon Capital Partners III, một quỹ đầu tư được quản lý bởi Tristan Capital Partners.